# Regionaal Opleidingencentrum Mondriaan

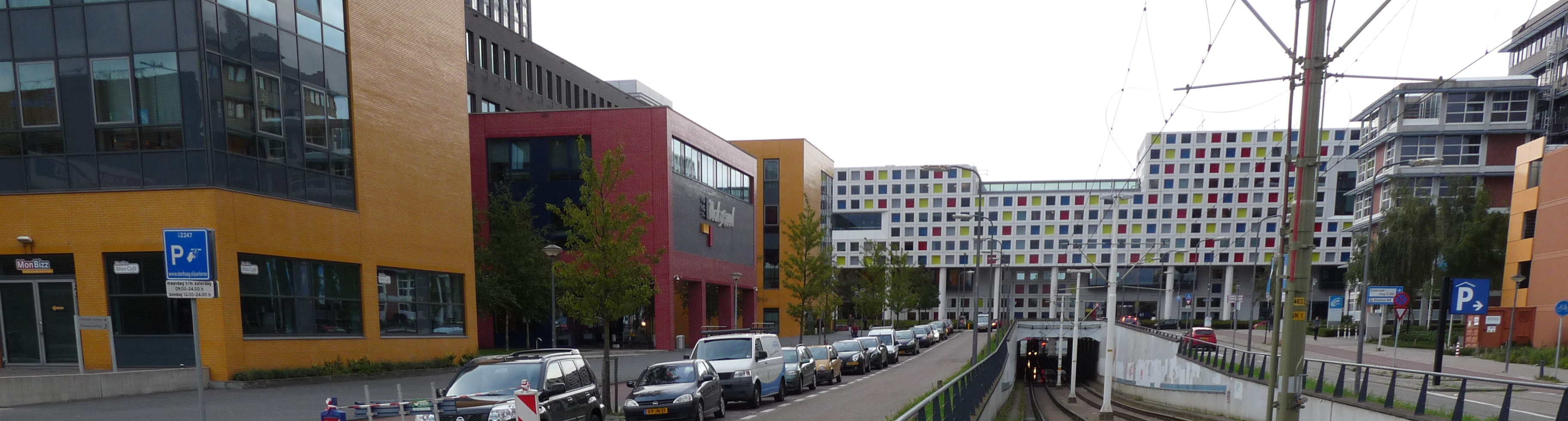
Locatie Leeghwaterplein

Het Regionaal Opleidingencentrum Mondriaan is een ROC-onderwijsinstelling met vestigingen in Den Haag en omstreken.

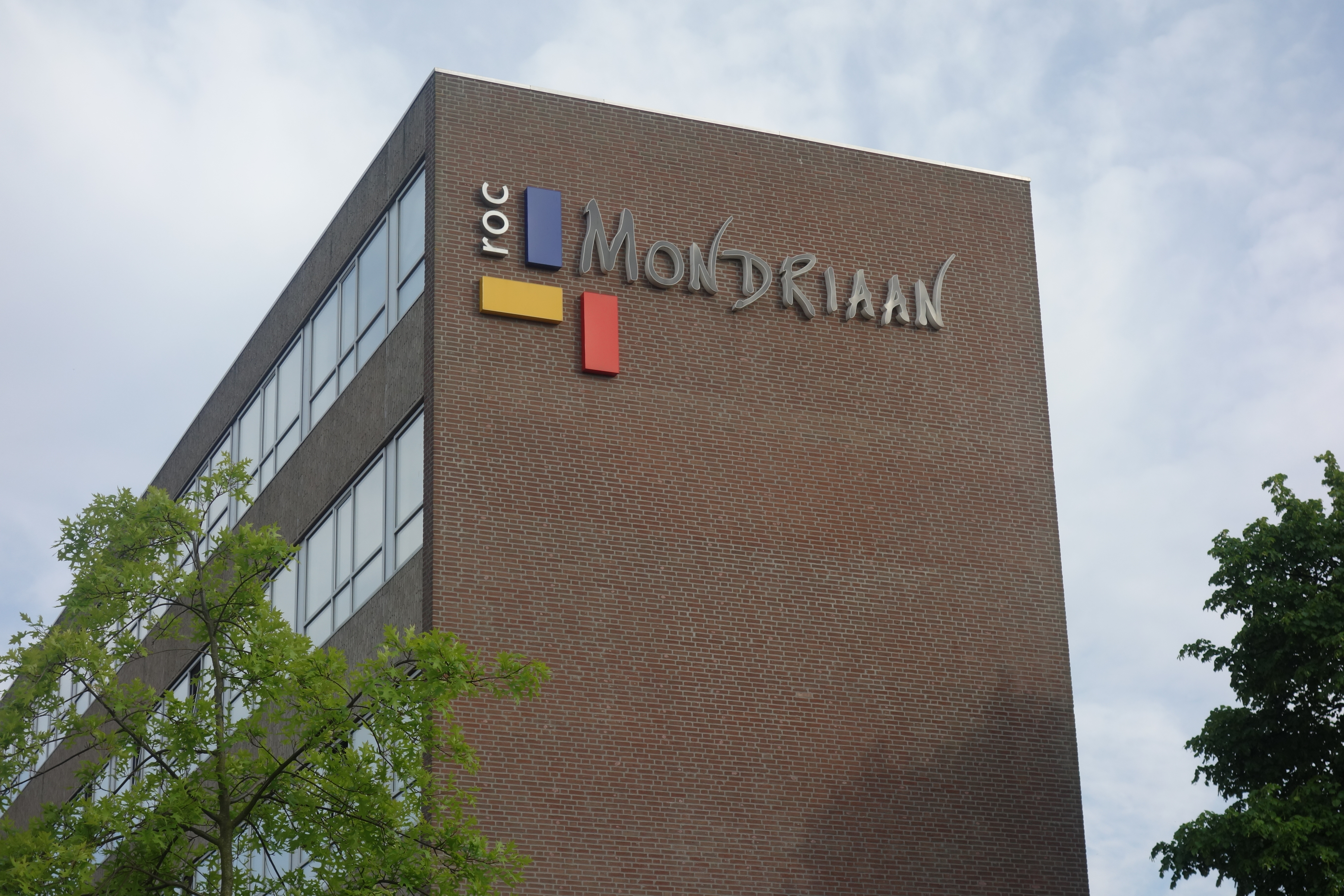
Locatie Leiden

In Den Haag heeft Mondriaan vier campussen waar een aantal opleidingen dicht bij elkaar zijn gegroepeerd: Aspasialaan, Koningin Marialaan, Tinwerf en Leeghwaterplein. Daarnaast zijn er nog opleidingslocaties in Delft, Leiden en Naaldwijk.
De campus aan het Leeghwaterplein in de wijk Laakhaven werd op 9 oktober 2008 door burgemeester Jozias van Aartsen geopend. Het project is in 2008 winnaar geworden van de Nieuwe Stad Prijs. In het centrum bevinden zich leerwerkbedrijven, zoals een kapsalon, een nagelstudio en een wellness-gedeelte, maar leerlingen kunnen ook stage lopen bij het eigen beveiligingsbedrijf. Verder zijn er allerlei winkels en een restaurant.
ROC Mondriaan is een van de bijna veertig regionale opleidingencentra in Nederland en verzorgt, per 2016, meer dan 200 opleidingen.